# Én kicsi pónim: Varázslatos barátság
Az Én kicsi pónim: Varázslatos barátság (eredeti cím: My Little Pony: Friendship Is Magic) 2010 és 2019 között vetített amerikai televíziós 2D-s számítógépes animációs sorozat, amely az Én kicsi pónim című rajzfilmsorozat  negyedik generációja, ami hat póniról szól, akik a barátság elemeit alkotják. A tévéfilmsorozat készítői a Hasbro Studios, a DHX Media és a Studio B Productions. Műfaját tekintve kalandfilmsorozat, filmvígjáték-sorozat, fantasy filmsorozat és filmmusical-sorozat. Az Egyesült Államokban a The Hub, a Hub Network és a Discovery Family vetíti, Magyarországon a Minimax, a JimJam, a TV2 és a TV2 Kids sugározza.

## Történet

### 1. Évad
A történet Equestriában, azon belül is Canterlotban kezdődik, de Ponyville-ben játszódik. Itt él Twilight Sparkle, az unikornis, aki túl sok időt tölt a tanulással, barátkozni pedig nemigen szokott; egyetlen barátja Spike, a sárkánybébi, aki hű segédje Twilight-nak. Egy napon Celestia Hercegnő utasítja a főhőst, hogy felügyelje a Ponyville-ben megrendezett Nyári Napfény Fesztivált, és szerezzen barátokat. Találkozik is a többi pónival. Pinkie Pie, aki mindig vidám; Applejack, kinek hatalmas almás kertje van; Rainbow Dash, a leggyorsabb pegazus Equestriában; Rarity, a leggyönyörűbb unikornis, divat guru és Fluttershy, a kissé félénk állatbarát Pegazus.
Az epizód előrehaladtával Celestia húga Nightmare Moon, az egykori Luna Hercegnő visszatért, hogy bosszút álljon, miután testvére 1000 évre száműzte a Holdba gonosszá válása miatt. A hat póni útra kelt, hogy megtalálják a harmónia elemeit melyek képesek legyőzni őt, később rájöttek, hogy valójában ők maguk képviselik a barátság elemeit. Rainbow Dash, a hűség, Pinkie Pie, a nevetés, Rarity, a nagylelkűség, Applejack, az őszinteség, Fluttershy, a kedvesség és Twilight Sparkle pedig a hatodik elem, a varázslat. Így sikerül legyőzniük Nightmare Moont, visszaváltoztatva őt régi önmagává és immár együtt uralkodik Equestria felett, testvérével Celestia Hercegnővel. Az évad további részében – mint ahogy az egész sorozat során – az egyes epizódok általában az egyes pónikkal megtörtént szituációkról, és azok megoldásáról szólnak, a cselekményt érdemileg az évadeleji és évadvégi (dupla) részek mozdítják előre. Az évad végén a Hatos, Celestia hercegnő meghívására, részt vesz a Nagy Galopp Gálán.

### 2. Évad
A második évad nyitóepizódjában kiszabadul fogságából az évezredekkel ezelőtt Celestia és Luna által kőve változtatott Discord, a káosz és diszharmónia nagyura. Az epizód során a Harmónia Elemeit eltüntetve, Twilightot és barátait manipulálva, majdnem sikerül visszanyernie uralmát, ám a barátság ereje segítségével azok ismét visszatérnek a a helyes útra, és Discordot újból kőbe zárják. Az évad másik jelentős történése a Királyi Esküvő, amikor Twilightot és barátait felkérik egy Canterloti esküvő megszervezésére, mely során összeházasodik Mi Amore Kadenza Hercegnő, avagy Cadance, Twilight egykori csikó-szittere, és Shining Armour, a Canterloti Királyi Gárda parancsnoka, és Twilight bátyja. A szervezés során Twilightnak feltűnik Cadance furcsa viselkedése, ám a vele való konfrontálódás során ő a Canterlot alatti barlangrendszerbe zárja Twilightot. Itt rátalál a valódi Cadance Hercegnőre, és kiderül hogy akit mindenki Cadance-nek hitt, valójában egy imposztor. Amikor  kiszabadulva szembesítik ezzel, ő felfedi valódi kilétét: Ő Chrysalis Királynő, az alakváltók (póni-szerű lények, akik rovarokhoz hasonló kolóniákban élnek, és más élőlények szeretetét szívják el táplálék gyanánt) uralkodója, aki varázslattal megigézte Shining Armourt, és a szeretetével táplálkozott idáig. Seregével elfoglalja Canterlotot, de a befolyása alól felszabadított Shining Armour és Cadance egyesített erejükkel elűzik az alakváltókat.

### 3. Évad
Az évad eleji duplaepizód során Twilight és barátai Celestia kérésére ellátogatnak a Kristály Birodalomba, egy a világból hosszú ideje eltűnt, majd nemrég visszatért földre, miután a hercegnő fenyegetést kapott, hogy visszatérésére készül a Birodalom egykori uralkodója Sombra Király, akit a Nővérek ezer évvel ezelőtt elűztek, ám egy átok segítségével birodalmát is magával rántotta a semmibe. A Birodalomba érve kiderül, hogy azt visszatérte óta Cadence illetve Shining Armour uralja, és varázslatuk segítségével igyekeznek távol tartani Sombrát, de ez csak félmegoldás, így Twilightra (és Spikera) vár a feladat hogy megtalálják a Birodalom legősibb és leghatalmasabb ereklyéjét, a Kristályszívet. Ennek segítségével a póniknak sikerül véglegesen elűzniük Sombra Királyt, és békét hozni a Birodalmat benépesítő kristálypóniknak.
A Harmadik évadot eredetileg a sorozat befejező évadának szánták, így záróepizódja is erre reflektál. Az epizód során Twilight rálel az Equestria egykoron leghatalmasabb mágusa, Star Swirl, a nagy szakáll által létrehozott varázsigére, ám de amikor kipróbálja, az nem várt következménnyel jár: Öt barátjának személyisége és szépségjegye – ezáltal pedig a sorsa is – felcserélődik. Twilightnak azonban sikerül a varázslatot kibővítenie, és segítségével helyrehozza hibáját. Eme eredménye jutalomképpen óriási ajándékot kap: Szárnyakat, így ő lesz Equestria negyedik alikornisa, és emellett hivatalosan is a Barátság Hercegnőjévé avatják. Eredetileg ennek kellett volna lenni az Én Kicsi Pónim lezárásának, de a nagyszabású rajongói érdeklődés hatására az alkotócsapat úgy döntött folytatja a sorozat készítését.

### 5. Évad
Az Ötödik évad kezdetén Twilight és barátai felfedezik a Barátság Térképét Twilight új Ponyville-i kastélyában, ami képes arra, hogy jelezze Equestria melyik pontján van rájuk szükség. A térkép az első küldetésük során egy apró városkába, a Mi Városunkba (Our Town) vezeti őket. A várost benépesítő pónik és vezetőjük, az unikornis Starlight Glimmer szépségjegy nélkül, egyenlőségben élnek, mivel a szépségjegyeket, és az azokkal járó egyediséget tekintik a rossz forrásának. Később azonban kiderül, hogy Starlight soha nem vált meg szépségjegyétől és mindvégig hazudott az ottani póniknak. A város lakosai és a Hatos sikeresen megállítja Starlight-ot, és minden póni visszakapja a szépségjegyét.

### Én Kicsi Pónim: A Film
Equestriát egy új gonosz erő fenyegeti. Canterlot városa illetve Twilight Sparkle a Barátság Fesztivál megrendezésére készülnek, ám a várost megtámadja a hódító Viharkirály serege, a barátság varázslatából kiábrándult unikornis Tornádó Parancsnok (az eredeti angol szinkronban Tempest Shadow) vezetésével. Céljuk, hogy elfogják a birodalom négy alikornis hercegnőjét, akiknek ereje a nagy erejű varázstárggyal, "Siconas Pálcájával" egyesítve képes birtokosát az elemek feletti hatalommal felruházni. Ezért a hatalomért cserébe a Király azt az ígéretet tette Tornádónak, hogy meggyógyítja annak megcsonkult unikornisszarvát. Fogságba esése előtt Celestia arra utasította húgát, hogy keresse fel a hipogriffeket segítségért, ezért a Hatos is ezen a nyomon indul el. Először egy rejtélyes kisvárosba keverednek, ahol útba igazítja őket Capper a macska, aki később segít nekik titokban feljutni egy, az Aris Hegye felé tartó léghajóra. Itt leleplezi őket a Viharkirály szolgálatába kényszerített grifflegénység és vezetőjük Caelano Kapitány, ám amikor a pónik megmutatják neki mennyivel értékesebb is a szabadság, úgy dönt, szakít a Viharkirállyal, és eljuttatja a pónikat úti céljukhoz. Noha Tornádó megtámadja a hajót, a póniknak sikerül észrevétlenül megszökniük, és eljutniuk a hegyhez. Itt egy tóban találkoznak a hipogriff lánnyal Skystarral, aki elvezeti őket a hipogriffek vízalatti birodalmába. Itt aztán felfedi, hogy ő Novo Királynőnek, a hipogriffek uralkodójának gyermeke, a Hatos pedig elhatározza: Megszerzik a királynő segítségét. Az uralkodó vonakodik segíteni, mivel ő és népe rengeteget szenvedtek a Viharkirály elnyomása alatt, ezért menekültek a víz alá. Twilight arra kéri barátait, mutassák meg a hipofriffeknek a barátság erejét, hátha azzal sikerül rávenni őket, hogy segítsenek. Az öt póni sikeresen elvégzi feladatát, ám mikor a királynő hajlandóságot mutatna arra, hogy segítséget nyújtson, kiderül, hogy Twilight megpróbálta ellopni a királynő Gyöngyét, a birodalomnak erőt adó varázstárgyat, hogy az erő használatával győzedelmeskedhessenek. A királynő kiutasítja őket országából. Partot érve Pinkie szembesíti Twilightot tettével, majd megvádolja, hogy csak elterelésül kérte tőlük, hogy barátkozzanak össze a hippogriffekkel, és cserben hagyta a barátait. Twillight ekkor kétségbeesésében és dühében elveszíti a hidegvérét, azt állítva hogy "Talán jobb is lenne minden ilyen barátok nélkül". Ekkor a pónik szétszakadnak, Twilight pedig megtörik a ránehezedő nyomás alatt, feladva a reményt hogy valaha is felszabadítsák Equestriát. Ekkor a barátaitól elszakadt pónilányt fogságba ejti Tornádó, aki ekkor felfedi neki tetteinek mozgatórugóját: Miután fiatal gyermekkorában elveszítette szarvát egy Ursa Minor barlangjában, a többi póni kiközösítette, ezért a magánytól és megkeseredettségtől elveszítette a hitét a barátságban, csupán az önös érdeke és a hatalom és elismertség vezérli. Miután a hercegnő foglyul ejtéséről a többiek is tudomást szereznek, így a Twilight barátaiból, Caleano legénységéből, Skystarból és Capperből verbuvált csapat megindul, hogy kiszabadítsa. A Canterlotba megérkezett Viharkirály a Pálcával magáévá teszi a négy Hercegnő erejét, ám mikor Tornádó számon kéri rajta az alku rá eső felét, felfedi, hogy csupán átverte őt hogy elvégezze számára a feladatot. Ekkor kettőjük összecsap, majd a Pálcát sikeresen megszerzi Twilight és a segítségére siető barátai. Tornádó látszólag elfogadja a győzelmüket, de amikor a Viharkirály egy utolsó próbálkozásával megpróbálja kővé változtatni a Hatost, feláldozza magát értük, elpusztítja a Királyt, majd a hat póni és a többi hercegnő kiszabadítják a kővé válásból. A film utolsó képsorain a végül sikeresen megszervezett Barátságfesztivál koncertjét láthatjuk, amint Twilight és barátai tiszteletére ünnepelnek.

### 9. Évad
A 9. és egyben utolsó évad a My Little Pony történetének megfelelő lezárására helyezte a hangsúlyt. Az évad elején a korábban megismert gonosztevőket – Chrysalis Királynőt, Sombra Királyt, Lord Tireket és Cozy Glow-t kiszabadítja és megidézi egy rejtélyes erő akiről kiderül hogy nem más mint "Equestria Szörnyeinek Atyja" és "Minden Látható Földek Ura" Grogar a kecske. Terve szerint a gonosztevők együttműködve megszerezhetik ellopott Harangját, és a benne rejlő erő segítségével megsemmisíthetik a Barátság Mágiáját és a pónikat. Mindeközben Celestia és Luna bejelentik szándékukat hogy visszavonuljanak, és Twilightra bízzák Equestria irányítását. Sombra meghódítja Canterlot-ot, és elpusztítja a  Harmónia Fáját, ám a Hatos sikeresen legyőzi őt. Eközben Tirek, Chrysalis és Cozy Glow sikeresen megszerzi a harangot, majd kiderítik, hogy az ereklye képes ellopni más lények varázslatát. Ellopják Grogar mágiáját, és kiderül, hogy Grogar mindvégig Discord volt, aki azért álcázta magát, hogy felkészítse Twilightot az uralkodásra, és ezért engedte szabadon a négy gonosztevőt. Chrysalis, Tirek, és Cozy Glow foglyul ejti a Hatost, azonban sikeresen kiszabadulnak, majd Equestria egésze leszámol a Hármassal, és a csata végén Discord és a három hercegnő kővé változtatja a gonosztevőket. A sorozat utolsó része Luster Dawn-ra, egy unikornisra fókuszál, aki nem hisz a barátság fontosságában, ezért Twilighthoz megy tanácsért. Twilight már Equestria uralkodója, az eddig csikó szereplők már felnőttek, a Hatos pedig láthatóan megöregedett. Twilight visszaemlékezik a kalandjaikra, majd a rész végén Luster elmegy Ponyville-be, hogy barátokat szerezzen. Az első részben látott könyv végül bezárul. Ebből az évadból nem készült magyar változat.

## Szereplők

### Főszereplők
| Név              | Faj                                         | Lakhely | Szépségjegy                                           | Eleme        | Színe         | Sörény-farok színe                                    | Házi kedvenc           |
| ---------------- | ------------------------------------------- | --- | ----------------------------------------------------- | ------------ | ------------- | ----------------------------------------------------- | ---------------------- |
| Twilight Sparkle | Unikornis (Harmadik évad végétől Alikornis) | PonyVille Könyvtára(a Negyedik évad végén elpusztul az Aranytölgy könyvtár és Twilight az új kastélyban él majd) | Rózsaszín csillag, körülötte sok fehér kis csillaggal | Varázslat    | Lila          | sötét lila, rózsaszín és lila csíkkal                 | Owlicious, a bagoly    |
| Pinkie Pie       | Földipóni                                   | Kockacukor Sarok                                                                                                 | 3 lufi (2 kék, 1 sárga)                               | Nevetés      | Rózsaszín     | Pink                                                  | Gummy, a krokodil bébi |
| Fluttershy       | Pegazus                                     | A Kietlen Erdő Szélén lévő kunyhó                                                                                | 3 rózsaszín pillangó                                  | Kedvesség    | Világos Sárga | Rózsaszín                                             | Angel, a nyuszi        |
| Rarity           | Unikornis                                   | Carousel Butik                                                                                                   | 3 kék drágakő                                         | Nagylelkűség | Fehér         | Király lila                                           | Opal, a macska         |
| Applejack        | Földipóni                                   | Édes-Almás kert                                                                                                  | 3 piros alma                                          | Őszinteség   | Narancssárga  | Citromsárga                                           | Winona, a kutya        |
| Rainbow Dash     | Pegazus                                     | Ponyville, Cloudsdale-i ház                                                                                      | Szivárványszínű villám, a felhőből                    | Hűség        | Kék           | Szivárvány (Vörös, narancs, sárga, zöld, kék, ibolya) | Tank, a teknős         |

#### Bővebben

##### Twilight Sparkle
Twilight Canterlotban élt hosszú ideig, míg Celestia Hercegnő arra nem utasította, hogy költözzön Ponyville-be és tanulmányozza a barátságot. Twilight Sparkle azóta is ott él a Könyvtárban a segédjével Spike-kal, a bébi sárkánnyal, és Owlicius-szel, a bagollyal. Könyvtárosként (is) dolgozik, de folytatta tanulmányait és folyamatosan tartja a kapcsolatot mentorával, a hercegnővel. Ő képviseli a varázslatot a harmónia elemeiből. Szorgalmas, temperamentumos és képes varázsolni a szarvával, elvégre ő egy Unikornis. Kiskorában mindig is szeretett volna elmenni a Canterloti Nyári Napfény Ünnepségre, ahova el is jutott, ott látta a hercegnőt és a mágiáját. Ezután ő is egyre többet tanult a mágiáról. Később szülei regisztráltatták Celestia Hercegnő tehetséges unikornisoknak fenntartott iskolájában, ahol a felvételin, majdnem megbukott, de  Rainbow Dash szónikus szivárványának hatására csoda történt, sikerült átmennie a vizsgán, majd megkapta a szépségjegyét, amire már régóta várt.
- Legjobb barátnője Applejack, ez az 1. évad 4. részből derült ki, és barátja Spike.

##### Pinkie Pie
Pinkamena Diane Pie, röviden Pinkie Pie Ponyville-ben él a Kockacukor Sarok felett Gummy-val, a fogatlan bébi aligátorral. Sokat segít Mr. és Mrs. Cake-nak sütni, tehát pék, cukrász, valamint gyerekcsősz és jósolni is tud. Butácska, mosolygós, túláradó, beszédes, mindig vidám póni, aki szinte semmilyen szituációt nem tud komolyan venni. Ő képviseli a nevetést a harmónia elemeiből. Télen a korcsolyájával táncolt a befagyott tavon, hogy minél előbb elolvadjon róla a jég. Imád bolondozni, énekelni és táncolni. Rengeteg dala van, például a Nevess! vagy a dal, amit azért énekelt, hogy Twilight őt vigye el A Nagy Galopp Gálára. Kiskorában egy unalmas, sivár kőfarmon élt szüleivel és két nővérével, ahol abszolút nem volt nevetés, míg meg nem látta a Rainbow Dash által kreált szivárványt, ami mosolyt csalt az arcára, és elgondolkoztatta, hogyan csalhatna ő is mindenki arcára mosolyt. Másnap szervezett egy partit családjának, akiknek tetszett a buli, ekkor megkapta a szépségjegyét, ami három lufit ábrázol.
- Legjobb barátnője Rainbow Dash, akivel együtt bolondoznak és tréfálják meg együtt a többi barátaikat, ez az 1. évad 5. részből derült ki.

##### Fluttershy
Fluttershy igen félénk, bátortalan, de kedves és barátságos pegazus. Kiskorában egy repülőtáborban lezuhant Cloudsdale-ből Ponyville-be, ahol megtetszett neki a környezet, a növények és az állatok.Elhatározta, hogy itt fog élni, amit dalban is kihirdetett. Szoros kapcsolata van az állatokkal: Miután Rainbow Dash eliesztette őket szónikus szivárványával, Flutthershy sikeresen megnyugtatta őket. A Kietlen Erdő szélén lakik egy kunyhóban, ami rajta kívül számtalan állatnak ad helyet, közöttük Angel nyuszinak is, a házi kedvencének, aki igen rakoncátlan egyed. A Szépségjegye három pillangót ábrázol, mivel valamilyen szinten tud kommunikálni az állatokkal és bármit el tud érni a bűbáj nézésével, ami a többi póninál is beválik. Állatokkal foglalkozik, pihenésképpen "a szokott időben, a szokott helyen" traccspartit tartanak Rarity-vel. Mikor először találkozik Twilight-tal, alig meri elmondani a nevét a félelemtől, csak nyöszörgött, de rögtön megbátorodik, mikor meglátja Spike-ot, akit faggatni kezd a sárkányokról. Ő képviseli a kedvességet, a harmónia elemeiből, akár a legrémisztőbb fenevadat is megszelídíti.
- Legjobb barátnője Rarity, ez az 1. évad 20. részből derült ki.

##### Rarity
Rarity a leggyönyörűbb póni Equestriában. Ő képviseli a nagylelkűséget, bármit megtesz a divat érdekében. A Carousel Butikban lakik és dolgozik, mint divattervező. A házi kedvence Opal, az agresszív cica,  akit csakis Fluttershy képes megnyugtatni a bűbáj nézésével. Rarity-nek három drágakövet ábrázol a Szépségjegye, mivel a szarva érzékeli a drágaköveket, amikkel feldíszíti a saját maga által tervezett ruháit. Imád reflektorfényben tündökölni, ám ez sokszor nem jön neki össze. Híres divattervezővé szeretne válni egy nap. Szerelmes a Hercegnő unokatestvérébe, de amennyire szerelmes volt, annyira meg is utálja az 1. évad végére. Van egy húga, Sweetie Belle, az örökké jó szándékú és csodaszépen éneklő unikornis.
- Legjobb barátnője Fluttershy, akivel gyakran rendeznek traccspartit, ez az 1. évad 20. részből derül ki.

##### Applejack
Applejacknek van egy hatalmas kertje, telis-tele almával. Itt lakik ő, a családjával és Winona kutyussal. Szinte mindenben jeleskedik. Jó atléta, cukrász és farmerként dolgozik. A harmónia eleméből ő képviseli az őszinteséget. Ebből következik, hogy őszinte, emellett szorgos munkamorál is. Kiskorában nem akart az Édes-Almás kertben élni, ezért elment Manehattanbe, nagynénjéhez és nagybátyjához, Orange-ékhoz. Ott rettenetes honvágya lett és visszavágyott a farmra, szerető családjához, ekkor Rainbow Dash szónikus szivárványa a farmra mutatott és Applejack hazatért, valamint megkapta a Szépségjegyét, ami 3 alma volt. Húga Apple Bloom, a nagyon virgonc póni. Sokszor kioktatja őt, de nagyon szereti.
- Legjobb barátnője Twilight, ez az 1. évad 4. részből derült ki. (Bár Twilight utal csak erre.)

##### Rainbow Dash
Rainbow Dash a leggyorsabb pegazus Ponyville-ben. Kiváló repülő, és emellett ő képes egyedül létrehozni a szinte védjegyévé vált Szónikus Szivárványt ami többek között hozzájárult a saját és barátai szépségjegyének megszerzéséhez. Legnagyobb rajongója a röpképtelen kis pegazuslány Scootaloo, aki fanklubot szervez a tiszteletére, és később megkéri, hogy vegye őt a szárnyai alá. Rainbow elfogadja a kérést, és "tiszteletbeli húgának" fogadja Scootaloot. Ő a felelős az időjárásért; eltakarítja a felhőket, vagy éppen esőt ütemez be. Álma, hogy bekerüljön példaképei csapatába, az Equestriai elitrepülőkből álló Wonderboltsba. Ő a hűséget képviseli. Laza, sokat alszik és imád versengeni. Egy repülőtáborban kiállt Fluttershy mellett és legyőzte barátnőjét csúfoló pegazusokat. Ekkor megcsinálta a "Szónikus Szivárvány"-t, együtt kapják meg a szépségjegyüket a barátaival a Mane 6-tal. Ez újra megtörténik egy versenyen Cloudsdale-ben és megnyeri a versenyt. Szépségjegye nagy színes villám, ami épp kicsap egy felhőből. Van egy teknőse, Tank.
- Legjobb barátnője Pinkie Pie, akivel együtt bolondoznak és tréfálják meg együtt a többi barátaikat, ez az 1. évad 5. részből derült ki. Emellett "barátellenségi" viszonyban áll egy Griffonstone-i griffel, Gildával.

### Mellékszereplők
| Név             | Faj             | Lakhely                                       | Szépségjegy                    | Színe     | Sörény-farok színe                                  |
| --------------- | --------------- | --------------------------------------------- | ------------------------------ | --------- | --------------------------------------------------- |
| Diamond Tiara   | Póni csikó      | PonyVille                                     | Gyémánt tiara                  | Rózsaszín | Lila, fehér csíkkal                                 |
| Silver Spoon    | Póni csikó      | PonyVille                                     | Ezüst kanál                    | Szürke    | Világos(abb) szürke, (még)világosabb szürke csíkkal |
| Twist           | Póni csikó      | PonyVille                                     | 2 cukorbot (Ami szívet formál) | Vajszínű  | Piros                                               |
| NightMare Moon  | Alikornis       | Canterlot-i kastély                           | Hold                           | Fekete    | Kék                                                 |
| Trixie          | Unikornis       | kóbor kocsis                                  | Varázspálca és hold            | Kék       | Világos kék és fehér                                |
| Mr. Carrot Cake | Póni            | Kockacukor sarok                              | 3 süti                         | Sárga     | Narancssárga                                        |
| Mrs. Cup Cake   | Póni            | Kockacukor sarok                              | 3 muffin                       | Cián      | Rózsaszín                                           |
| Discord         | Sárkányszaurusz | Egy másik dimenzióban található ház           | -                              | Sokszínű  | Sötétszürke                                         |
| Vas Villi       | Minótaurosz     | Equestria                                     | -                              | Sötétkék  | Sötétkék                                            |
| Shining Armor   | Unikornis       | Eleinte Canterlot később a Kristály birodalom | Pajzs                          | Fehér     | Királykék                                           |

## Helyszínek

### Equestria
Equestria varázslatos birodalmában rengeteg színes póni él. Mind más-más dologban tehetséges. Celestia és Luna Hercegnő uralkodik e csodás tájon. A pónik mellett élnek állatok, sárkányok, de még ijesztő lények is szaladgálnak különféle helyein, például a Kietlen Erdőben. Az Equestria elnevezés tágabb értelemben véve a sorozat egész világát, szűkebb értelemben a három pónifaj által benépesített, a két Hercegnő által uralt területet jelenti, amin kívül más területek (Griffonstone, Aris-hegy, Alakváltó Birodalom, Kristály Birodalom, Yakjakisztán vagy a Sárkányok Földje (Az eredeti angol szinkronban "Badlands")) is jelen vannak.

### Ponyville
Ponyville egy idilli kisváros, itt laknak a főszereplők és Twilight Sparkle is ideköltözik Canterlotból. Ponyville-ben minden megtalálható: van szépségszalon, butik, cukrászda a kisebb póniknak iskola. Azonban a város mellett terül el a Kietlen Erdő, ahol sok veszély leselkedik a pónikra (pl.: Innen származnak a az örökké éhes rovarok, a Parasprite-ok, amik lerombolták Ponyville-t, és az Erdei Farkasok). A város egyben a sorozat sztorijának középpontja is.

### Canterlot
Innen származik Twilight, ahogy Equestria uralkodói is. Itt tartják a Nagy Galopp Gálát, ahova minden póni el szeretne jutni, de ez a lehetőség csak kevesüknek adatik meg. Canterlot Equestria fővárosa, itt található többek között Celestia Iskolája a Tehetséges Unikornisoknak.

### Cloudsdale
Itt laknak a "szárnyas pónik", a pegazusok, például Rainbow Dash és Fluttershy. Itt működik Equestria időjárásgyára. Mivel Cloudsdale maga egy felhőkből álló város, azt csakis pegazusok (illetve persze elméletileg alikornisok is) képesek lakni, mivel csak ők képesek a felhőkön járni.

### Manehattan
Kiskorában Applejack erre próbált szerencsét, ideköltözött nagybátyjához és nagynénjéhez, Orange-ékhoz. A város maga New York "pónisított" változata, és itt lakik Babs Seed, az Apple család rokona is. Rarity egyik álma hogy eljusson ide, amely a sorozat során valóra is válik.

### Appleloosa
Applejack rokonai élnek itt. Itt minden az alma körül forog. A város maga hasonlít Texasra, és inspirációjául egyértelműen az amerikai cowboykultúra szolgált.

### Kristály Birodalom
A kristály pónik lakhelye. Itt él Twilight testvére, Shining Armor és Twilight sógornője, Cadence Hercegnő (Twilight egykori csikó-szittere), valamint kislányuk Flurry Heart baba. A birodalom központja a Kristály Szív. Egykoron az elnyomó Sombra Király uralta, aki bukásakor magával rántotta a semmibe, és csak a sorozat harmadik évadjának elején tért vissza. Legjelentősebb eseménye a Kristály Vásár ahol is az egymással találkozó és magukat jól érző pónik boldogsága, barátsága és szeretete biztosítja a Kristály Szív számára a birodalmat megvédő fényt és szeretetet.

### Griffonstone
A griffmadarak élőhelye. Egykoron a hatalmas Griff Birodalom központja volt mely a legendák szerint a griff vallás fő istenháromságának, Boreasnak, Eyrnek és Acturiusnak a lakóhelye, de mióta elvesztették a griff faj legszentebb kincsét, az állítólag Boreas istenség által a hajnali nap sugaraiból készített aranyszobrot "A griffek büszkeségének jelképét", egy kapzsi, szegény város lett. Híresek a griff pogácsákról. Itt él Gilda, Rainbow Dash "barátellensége".

### Yakyakistan
A jakok élőhelye a messzi északon, ahonnan a jakok jönnek barátkozni az 5. évad 11. részében. A faj kultúrája rendkívül egyedi, mely legnagyobbrészt a taposás, a zajongás és a jakok nemzeti hangszere a jovidofon körül forog. A jakok fő ismertetőjele hogy a beszédjükben szinte teljesen hiányoznak a szavak toldalékai. (Pl.: "Jak szeret hallgatni zene.")

## Szereposztás
| Szereplő                                    | Eredeti hang | Magyar hang |
| Főszereplők                                 | Főszereplők | Főszereplők |
| ------------------------------------------- | --- | --- |
| Twilight Sparkle                            | Tara Strong | Vadász Bea |
| Rainbow Dash                                | Ashleigh Ball | Grúber Zita |
| Applejack                                   | Ashleigh Ball | Solecki Janka Kántor Kitty (2x03. és 2x12. rész) |
| Pinkie Pie                                  | Andrea Libman | Zsigmond Tamara |
| Fluttershy                                  | Andrea Libman | Szabó Zselyke Faragó András (Fluttersrác, 1x09. rész) Seder Gábor (énekhang, 4x14. rész) |
| Rarity                                      | Tabitha St. Germain | Kerekes Andrea (1. és 3. évad) Molnár Ilona (2. és 4-8. évad) |
| Spike                                       | Cathy Weseluck | Seszták Szabolcs Szalay Csongor (énekhang, 3x01-02. rész) |
| Gyakoribb szereplők                         | | |
| Celestia hercegnő                           | Nicole Oliver | Hámori Gabriella (1. évad) Major Melinda (2-4. évad) Orosz Helga (5-8. évad) Orosz Anna (7x25-26. rész) |
| Luna hercegnő / Nightmare Moon              | Tabitha St. Germain | Németh Kriszta Kántor Kitty (Luna, 1x02. rész) |
| Cadance hercegnő (Mi Amore Cadenza)         | Britt McKillip | Sági Tímea (2. évad) Bogdányi Titanilla (3. évad) Vágó Bernadett (4-8. évad) |
| Shining Armor                               | Andrew Francis | Markovics Tamás (2. évad) Moser Károly (3-7. évad) |
| Big McIntosh "Big Mac"                      | Peter New | Kapácsy Miklós (1. évad) Galbenisz Tomasz (2. és 4-7. évad) Renácz Zoltán (2x06-12. 2x20 és 3x08. rész) Solecki Janka (3x05. rész) Tokaji Csaba (8x04. rész) Gubányi György István (8x10. rész) Seder Gábor (énekhang)                     |
| Smith nagyi                                 | Tabitha St. Germain | Kassai Ilona (1. évad) Bessenyei Emma (2x05-8x05. rész) Farkasinszky Edit (8x19. rész) Bogdányi Titanilla (fiatalon, 3x08. rész) |
| Apple Bloom                                 | Michelle Creber | Kántor Kitty |
| Scootaloo                                   | Madeleine Peters | Csuha Bori (1. évad) Talmács Márti (2. évad) Károlyi Lili (3. évad) Berkes Boglárka (4-8. évad) |
| Sweetie Belle                               | Claire Corlett | Mánya Zsófia (1. évad) Csuha Bori (2-8. évad) |
| Zecora                                      | Brenda Crichlow | Sági Tímea (2. és 4-8. évad) Kovács Vanda (3. évad) |
| Mare polgármester                           | Cathy Weseluck | Szabó Gertrúd (1x01-04. rész) Kokas Piroska (1x11. rész) Kocsis Judit (2. évad) Oláh Orsolya (4. és 7. évad) Kapu Hajni (5. évad) |
| Cheerilee                                   | Nicole Oliver | Kiss Eszter (1. évad) Kiss Erika (2-4. évad) Oláh Orsolya (6-7. évad) |
| Diamond Tiara                               | Chantal Strand | Molnár Ilona (1. évad) Simonyi Réka (2. évad) Csuha Bori (3. évad) Dohy Erika (4-5. évad) |
| Silver Spoon                                | Shannon Chan-Kent | Szabó Luca (1. évad) Lamboni Anna (2. évad) Czető Zsanett (3. évad) Gulás Fanni (4-5. évad) |
| Snips                                       | Lee Tockar | Pálmai Szabolcs (1x06. rész) Renácz Zoltán (1x18-3x05. rész) Berkes Bence (6. évad) |
| Snails                                      | Richard Ian Cox | Stern Dániel (1x06. és 3x05. rész) Molnár Áron (1x18. rész) Szokol Péter (2x06. rész) Bodrogi Attila (2x08-23. rész) Baráth István (6. évad)                                                                                               |
| Mr. Carrot Cake                             | Brian Drummond | Stern Dániel (1x22. rész) Kassai Károly (2x10-13. rész) Kisfalusi Lehel (2x24. rész) Albert Gábor (4. évad) Vincze Attila (5x13. rész) Orosz Gergely (5x19. rész)                                                                          |
| Mrs. Cup Cake (Chiffon Swirl)               | Tabitha St. Germain | Bálint Sugárka (1x04. rész) Simon Eszter (1x10. rész) Haffner Anikó (2x03. és 2x23-24. rész) Götz Anna (2x10-13. rész) Németh Kriszta (2x17. rész) Kapu Hajni (4. évad) Vámos Mónika (5. évad) Oláh Orsolya (6. évad) Kiss Erika (8. évad) |
| Trixie Lulamoon                             | Kathleen Barr | Molnár Ilona (1. és 3. évad) Laurinyecz Réka (6-8. évad) |
| Starlight Glimmer                           | Kelly Sheridan | Pekár Adrienn |
| Maud Pie                                    | Ingrid Nilson | Györfi Laura |
| Discord                                     | John de Lancie | Pusztaszeri Kornél (2. és 4-8. évad) Kassai Károly (3. évad) |
| Thorax                                      | Kyle Rideout | Penke Bence |
| Sunburst                                    | Ian Hanlin | Seder Gábor (6x01-02. rész) Németh Attila István (6x16. rész) Berkes Bence (7-8. évad) |
| Gallus                                      | Gavin Langelo | Bogdán Gergő |
| Silverstream                                | Lauren Jackson | Boldog Emese |
| Smolder                                     | Shannon Chan-Kent | Rada Bálint |
| Yona                                        | Katrina Salisbury | Hermann Lilla |
| Sandbar                                     | Vincent Tong | Berkes Bence |
| Ocellus                                     | Devyn Dalton | Tamási Nikolett |
| Antagonisták                                | | |
| Chrysalis királynő                          | Kathleen Barr | Sági Tímea (2. évad) Kapu Hajni (5. évad) Kökényessy Ági (6. évad) Sipos Eszter Anna (8. évad) |
| Sombra király                               | Jim Miller (3. évad) Alvin Sanders (9. évad)                                                                                   | Törköly Levente |
| Lord Tirek                                  | Mark Acheson | Németh Gábor (4. évad) Barbinek Péter (8. évad) |
| Stygian / Árnyék póni                       | Bill Newton | Harcsik Róbert |
| Cozy Glow                                   | Sunni Westbrook | Csifó Dorina |
| Grogar                                      | Doc Harris | |
| Neighsay kancellár                          | Maurice LaMarche | Albert Gábor |
| Flim                                        | Sam Vincent | Renácz Zoltán (2. évad) Magyar Bálint (4. évad) Harcsik Róbert (6. évad) Bot Gábor (énekhang, 2x15. rész) |
| Flam                                        | Scott McNeil | Kisfalusi Lehel (2. évad) Seder Gábor (4. évad) Joó Gábor (6. évad) Bot Gábor (énekhang, 2x15. rész) |
| Ahuizotl                                    | Brian Drummond | Barabás Kiss Zoltán (2. évad) Gubányi György István (4. évad) |
| Dr. Caballeron                              | Michael Dobson | Orosz Gergely (4. évad) Tokaji Csaba (6. évad) Harcsik Róbert (7. évad) |
| Lightning Dust                              | Britt Irvin | Sági Tímea (3. évad) Vámos Mónika (8. évad) |
| Szénahámos (Mane-iac)                       | Ellen Kennedy | Erdős Borcsa |
| Suri Polomare                               | Tabitha St. Germain | Gulás Fanni |
| Wind Rider                                  | Jan Rabson | Maday Gábor |
| Svengallop                                  | Colin Murdock | Élő Balázs |
| Gladmane                                    | Jim Byrnes | Szatmári Attila |
| Chimera                                     | Ellen Kennedy | Hegedüs Miklós (Tigris fej) Renácz Zoltán (Kecske fej) |
| Gyémánt kutyák                              | Scott McNeil (Rover) Garry Chalk (Fido) Lee Tockar (Spot)                                                                      | Seder Gábor (Rover) Kapácsy Miklós (Fido) Molnár Áron (Spot) |
| Hoops                                       | Kathleen Barr (1x16. rész) Terry Klassen (1x23. és 5x08-25. rész)                                                              | Várnai Szilárd (1x23. rész) Boldog Gábor (5x08. rész) Bor László (5x25. rész) |
| Dumb-Bell                                   | Richard Ian Cox (1x16. rész) Brian Drummond (1x23. rész) Ashleigh Ball (7x07. rész)                                            | Hegedüs Miklós (1x23. rész) Fehérváry Márton (7x07. rész) |
| Score                                       | Nem beszél | Nem beszél |
| Hírességek                                  | | |
| Coco Pommel                                 | Cathy Weseluck | Berkes Boglárka (4. évad) Mics Ildikó (5. évad) |
| Hoity Toity                                 | Trevor Devall | Szokol Péter (1. évad) Karácsonyi Zoltán (7. évad) |
| Photo Finish                                | Tabitha St. Germain | Kossuth Gábor (1. évad) Czető Zsanett (7. évad) |
| Sapphire Shores                             | Rena Anakwe | Farkas Zita (1. évad) |
| Fancy Pants                                 | Trevor Devall | Dányi Krisztián (2. évad) Vári Attila (5. évad) |
| Fleur de Lis                                | Nicole Oliver | Lamboni Anna |
| A.K. Yearling / Daring Do (Tetre Kész)      | Chiara Zanni | Simonyi Réka (2. évad) Berkes Bence (4. évad) Haumann Petra (6. évad) Hermann Lilla (7. évad) |
| Prim Hemline                                | Ashleigh Ball | Dudás Eszter |
| Trenderhoof                                 | Doron Bell | Baráth István |
| Countess Coloratura                         | Lena Hall | Nádasi Veronika |
| Zesty Gourmand                              | Fiona Hogan | |
| Sassy Saddles                               | Kelly Sheridan | Sipos Eszter Anna (5. évad) |
| Wonderbolts                                 | | |
| Spitfire                                    | Nicole Oliver (1x16. rész) Kelly Metzger (1x26. résztől)                                                                       | Várnai Szilárd (1x16. rész) Czifra Krisztina (1x26. rész) Orosz Helga (2. évad) Ősi Ildikó (3. évad) Joó Gábor (4. évad) Szalay Csongor (5-6. évad) Dohy Erika (7. évad) Tóth Szilvia (8. évad)                                            |
| Soarin                                      | Matt Hill | Hegedüs Miklós (1. évad) Renácz Zoltán (5-6. és 8. évad) |
| Misty Fly                                   | Kelly Sheridan | Laurinyecz Réka (5-6. évad) Rada Bálint (8. évad) |
| Fleetfoot                                   | Andrea Libman | Renácz Zoltán (4. évad) |
| Blaze                                       | Tabitha St. Germain | Szilvási Dániel |
| Surprise                                    | Claire Corlett | Oláh Orsolya |
| High Winds                                  | Michelle Creber | |
| Ó Equestria védelmezői                      | | |
| Mage Meadowbrook                            | Mariee Devereux | Czető Zsanett (7. évad) Sipos Eszter Anna (8. évad) |
| Flash Magnus                                | Giles Panton | Bor László |
| Mistmane                                    | Ellen-Ray Hennessy | Andai Kati (8. évad) |
| Rockhoof                                    | Matt Cowlrick | Élő Balázs (7. évad) Gubányi György István (8. évad) |
| Somnambula                                  | Murry Peeters | Mezei Kitty (7. évad) Sipos Eszter Anna (8. évad) |
| Star Swirl, a nagy szakáll                  | Chris Britton | Csuha Lajos |
| Családtagok                                 | | |
| Braeburn                                    | Michael Daingerfield | Gubányi György István (1. évad) Czető Roland (5. évad) Szilvási Dániel (6. évad) |
| Babs Seed                                   | Brynna Drummond | Joó Gábor |
| Orange bácsi                                | Brian Drummond | Várnai Szilárd |
| Orange néni                                 | Tabitha St. Germain | Farkas Zita |
| Apple Strudel                               | | Tarján Péter |
| Apple Rose                                  | Ashleigh Ball | Pupos Tímea (3. évad) Koffler Gizella (8. évad) |
| Applesauce néni                             | Tabitha St. Germain | Tóth Szilvia (3. évad) Csonka Anikó (8. évad) |
| Goldie Delicious                            | Peter New | Kiss Erika (4. évad) Oláh Orsolya (7. évad) Andai Kati (8. évad) |
| Hayseed Turnip Truck                        | Trevor Devall | Kisfalusi Lehel |
| Bright Mac                                  | Bill Newton | Szalay Csongor |
| Pear Butter                                 | Felicia Day | Lamboni Anna |
| Grand Pear                                  | William Shatner | Várday Zoltán |
| Limestone Pie                               | Ingrid Nilson | Czető Ádám (5. évad) Tóth Szilvia (8. évad) |
| Marble Pie                                  | Ingrid Nilson | |
| Igneous Rock Pie                            | Terry Klassen (1. évad) Peter New (5. évad)                                                                                    | Hegedüs Miklós (1. évad) Rosta Sándor (5. évad) |
| Cloudy Quartz                               | Cathy Weseluck (1. évad) Andrea Libman (5. évad)                                                                               | Farkas Zita (1. évad) Dudás Eszter (5. évad) |
| Hondo Flanks                                | Peter New | Galambos Péter |
| Cookie Crumbles                             | Tabitha St. Germain | Götz Anna |
| Zephyr Breeze                               | Ryan Beil | Szalay Csongor |
| Mr. Shy                                     | David Godfrey | Albert Gábor |
| Mrs. Shy                                    | Colleen Winton | Oláh Orsolya |
| Bow Hothoof                                 | Jason Deline | Bolla Róbert |
| Windy Whistles                              | Sarah Edmondson | Kökényessy Ági |
| Twilight Velvet                             | Tara Strong (6. évad) Patricia Drake (7. évad)                                                                                 | Erdős Borcsa (6. évad) Mezei Kitty (7. évad) |
| Night Light                                 | Andrew Francis (6. évad) Charlie Demers (7. évad)                                                                              | Harcsik Róbert (7. évad) |
| Filthy Rich                                 | Brian Drummond | Bodrogi Attila (2. évad) Maday Gábor (6-7. évad) |
| Spoiled Rich                                | Chantal Strand | Vámos Mónika |
| Stormy Flare                                | Sidika Larbes | Götz Anna |
| Pharynx                                     | Bill Newton | Szalay Csongor |
| Orkán Szív (Flurry Heart)                   | Tabitha St. Germain | Pekár Adrienn (7. évad) |
| Firelight                                   | Adam Greydon Reid | Markovics Tamás |
| Stellar Flare                               | Trish Pattendon | Haffner Anikó |
| Gruff nagyapa                               | Richard Ian Cox | Orosz Gergely (5. évad) Várday Zoltán (8. évad) |
| Terramar                                    | Cole Howard | Pál Dániel Máté |
| Sky Beak                                    | Brian Dobson | Maday Gábor |
| Ocean Flow                                  | Advah Soudack | Sági Tímea |
| Mellékszereplők                             | | |
| Twist                                       | Alexandra Carter | |
| Featherweight                               | Richard Ian Cox | Ács Balázs |
| Pipsqueak                                   | William Lawrenson (2. évad) Graham Verchere (4-7. évad)                                                                        | Joó Gábor (2. évad) Nagy Gereben (4. évad) Gergely Attila (5. évad) Ungvári Gergely (7. évad) |
| Rumble                                      | Ashleigh Ball (2. évad) Vincent Tong (7. évad)                                                                                 | Bogdán Gergő (2. évad) Magyar Bálint (7. évad) |
| Thunderlane                                 | Trevor Devall | Joó Gábor (2. évad) Harcsik Róbert (4. évad) Seder Gábor (7. évad) |
| Flitter                                     | Cathy Weseluck | Dudás Eszter (2. évad) Pekár Adrienn (4. évad) |
| Cloud Chaser                                | Cathy Weseluck (2. évad) Ashleigh Ball (3. évad)                                                                               | Németh Kriszta (2. évad) |
| Bulk Biceps                                 | Jayson Thiessen (2-3. évad, 4x24) Michael Dobson (4x10, 5-7. évad)                                                             | Barabás Kiss Zoltán (2. évad) Tóth Szilvia (3. évad) Élő Balázs (4. és 6-7. évad) Orosz Gergely (5. évad) |
| Muffins                                     | Tabitha St. Germain | Joó Gábor (2. évad, 1. szinkron) Czető Zsanett (4-5. évad) |
| Minuette                                    | Cathy Weseluck (2. évad) Rebecca Husain (5. évad)                                                                              | Orosz Helga (2x25. rész) Simonyi Réka (2x26. rész) Mezei Kitty (5. évad) |
| Lemon Hearts                                | Tabitha St. Germain (4. évad) Ashleigh Ball (5. évad)                                                                          | Kapu Hajni (4. évad) Böhm Anita (5. évad) |
| Twinkleshine                                | Nicole Oliver (1x01. rész) Cathy Weseluck (1x01. rész) Tabitha St. Germain (1x01. és 5x12. rész) Andrea Libman (2x25-26. rész) | Kántor Kitty (1x01. rész) Bálint Sugárka (1x01. rész) Simonyi Réka (2x25-26. rész) Dohy Erika (5. évad) |
| Lyra Heartstrings                           | Britt McKillip (2. évad) Ashleigh Ball (5-7. évad)                                                                             | Kapu Hajni (2x25. rész) Simonyi Réka (2x26. rész) Czető Zsanett (7. évad) |
| Sweetie Drops (Bon Bon)                     | Tabitha St. Germain (1-2. évad) Ashleigh Ball (2x19. rész) Andrea Libman (5-8. évad)                                           | Simonyi Réka (2x03. rész) Németh Kriszta (2x15. rész) Dudás Eszter (2x19. rész) Hermann Lilla (5. évad) Gyarmati Laura (7. évad) Szűcs Anna Viola (8. évad)                                                                                |
| Shoeshine                                   | Tabitha St. Germain (2x11. rész) Ashleigh Ball (7. évad)                                                                       | Bálint Sugárka (1x03. rész) Lamboni Anna (2x11. rész) Major Melinda (2x19. rész) |
| Cherry Berry                                | Cathy Weseluck (2x04. rész) Ashleigh Ball (4x02. rész)                                                                         | Kocsis Judit (2x04. rész) Talmács Márta (2x08. rész) Kántor Kitty (2x08. rész) Lamboni Anna (2x15. rész) Solecki Janka (2x19. rész) |
| Berryshine                                  | Ashleigh Ball (7x19. rész) Lauren Jackson (9x25. rész)                                                                         | |
| Lily Valley                                 | Cathy Weseluck (1x04. 5x09. 7x19. rész)                                                                                        | Kántor Kitty (1x04. rész) Simonyi Réka (2x06. rész) Kapu Hajni (5x09. rész) |
| Daisy                                       | Andrea Libman (2x08. rész) Ashleigh Ball (5x09. 7x19. 8x18. rész)                                                              | Lamboni Anna (2x06. rész) Simonyi Réka (2x08. rész) Vámos Mónika (5x09. rész) |
| Rose                                        | Kazumi Evans (5-7. évad) | Bálint Sugárka (1x04. rész) Vámos Mónika (1x09. rész) Mezei Kitty (2x06. rész) Kapu Hajni (2x18. és 7x19. rész) Laurinyecz Réka (5x09. rész)                                                                                               |
| Amethyst Star                               | Cathy Weseluck (2x08. rész) Brenda Crichlow (5x09. rész)                                                                       | Orosz Helga (2x08. rész) Vámos Mónika (5x09. rész) |
| Sea Swirl                                   | | Bodrogi Attila (2x06. rész) Kapu Hajni (6x18. rész) |
| Sprinkle Medley                             | Tabitha St. Germain (4x10. rész) Brenda Crichlow (7x19. rész)                                                                  | Oláh Orsolya (4x10. rész) Kapu Hajni (7x19. rész) |
| Golden Harvest                              | Cathy Weseluck (1x10. rész) Brenda Crichlow (7x19. rész)                                                                       | |
| Octavia Melody                              | Kazumi Evans | Laurinyecz Réka |
| DJ Póni (DJ Pon-3)                          | Nem beszél | Nem beszél |
| Dr. Hooves                                  | Brian Drummond (1x12. rész) Tabitha St. Germain (1x16. rész) Peter New (5. évad)                                               | Kapácsy Miklós (1x12. rész) Renácz Zoltán (5. évad) |
| Savoir Fare                                 | Terry Klassen (5. évad) Gavin Langelo (9. évad)                                                                                | Kapácsy Miklós (1. évad) Szrna Krisztián (5. évad) |
| Lucky Clover                                | Brian Drummond (1. évad) Andrew Francis (2. évad)                                                                              | Hegedüs Miklós (1. évad) Harmath Imre (2. évad) |
| Noteworthy                                  | Brian Drummond | Bor László (1. évad) Jánosi Ferenc (4. évad) |
| Silverstar Sheriff                          | Brian Drummond | Várnai Szilárd (1. évad) Maday Gábor (5. évad) |
| Davenport                                   | Brian Drummond | Várnai Szilárd (1. évad) Renácz Zoltán (3. évad) Molnár Kristóf (7. évad) |
| Cherry Fizzy                                | Terry Klassen (1. évad) Trevor Devall (4. évad) Ashleigh Ball (7. évad)                                                        | Várnai Szilárd (1. évad) Czető Ádám (4. évad) Fehérváry Márton (7. évad) |
| Parcel Post                                 | Cathy Weseluck (2. évad) Ashleigh Ball (5. évad)                                                                               | Renácz Zoltán (2. évad) Orosz Gergely (4. évad) Bor László (5. évad) |
| Caramel                                     | Brian Drummond (1. évad) Peter New (2. és 7. évad) Jason Simpson (6. évad)                                                     | Joó Gábor (2. évad) Németh Attila István (6. évad) |
| Comet Tail                                  | Tabitha St. Germain (4. évad)                                                                                                  | Élő Balázs (2. évad) |
| Meadow Song                                 | Tabitha St. Germain (1. évad) Ron Halder (8. évad)                                                                             | Magyar Bálint (2. évad) |
| Lotus Blossom                               | Tabitha St. Germain | Laurinyecz Réka (5. évad) |
| Aloe                                        | Tabitha St. Germain | Kapu Hajni (5. évad) Erdős Borcsa (6. évad) |
| Nurse Redheart                              | Ashleigh Ball | Simonyi Réka (2. évad) Kapu Hajni (6. évad) Gulás Fanni (7. évad) |
| Dr. Fauna                                   | Cathy Weseluck | Bodrogi Attila (2. évad, 1. szinkron) Dudás Eszter (2. évad, 2. szinkron) Czető Zsanett (7. évad) |
| Dr. Horse                                   | Brian Drummond | Kapácsy Miklós (2. évad) Bor László (7. évad) |
| Doctor Horse                                | Peter New | Kassai Károly |
| Persnickety                                 | Peter New | Laklóth Aladár |
| Jet Set                                     | Peter New | Joó Gábor |
| Upper Crust                                 | Ashleigh Ball | Szórádi Erika |
| Ace Point                                   | Brian Drummond | Kapácsy Miklós |
| Junebug                                     | | Szokol Péter (2. évad 1. szinkron) |
| Lucy Packard                                | Kathleen Barr (1. évad) | Náray Erika (2. évad) |
| Cherry Jubilee                              | Sylvia Zaradic | Kiss Erika (2. évad) Vámos Mónika (5. évad) |
| Roma                                        | Shannon Chan-Kent (3. évad) | Grúber Zita (2. évad, 1. szinkron) Pupos Tímea (3. évad) |
| Gizmo                                       | Lee Tockar | Szokol Péter |
| Wild Fire                                   | Tabitha St. Germain | Simonyi Réka |
| Amethyst Maresbury                          | Cathy Weseluck | Téglás Judit |
| Autumn Gem                                  | Nicole Oliver | Gáspár Kata |
| Fleur De Verre                              | Tabitha St. Germain (3. és 7. évad) Saffron Henderson (4. évad)                                                                | |
| Elbow Grease                                | Cathy Weseluck | Csuha Bori |
| Night Knight                                | Andrew Francis | Tóth Szilvia |
| Crystal Beau                                | Andrew Francis | Tóth Szilvia |
| Sapphire Joy                                | Tabitha St. Germain | Tóth Szilvia |
| Bright Smile                                | Andrew Francis (4. évad) | Gáspár Kata (3. évad) Jánosi Ferenc (4. évad) |
| Special Delivery                            | Peter New (4x01. rész) Brian Drummond (4x04. rész) Gavin Langelo (8. évad)                                                     | Renácz Zoltán (3. évad) Orosz Gergely (4x01. rész) Czető Ádám (4x04. rész) |
| Zöldpata úr (Mr. Greenhooves)               | Jayson Thiessen | Renácz Zoltán |
| Az öreg póni (The Olden Pony)               | Tabitha St. Germain | Bókai Mária |
| Ms. Peachbottom                             | Patricia Drake | Tóth Szilvia |
| Ms. Lópokróc (Ms. Harshwhinny)              | Veena Sood | Ősi Ildikó (3. évad) Oláh Orsolya (4. évad) |
| Sajtos Szendvics (Cheese Sandwich)          | "Weird Al" Yankovic | Czető Roland |
| Peachy Pitt                                 | Tabitha St. Germain | Oláh Orsolya |
| Zipporwhill                                 | Tabitha St. Germain | Hermann Lilla (4. évad) Gyarmati Laura (7. évad) |
| Nightjar                                    | Peter New | Harcsik Róbert |
| Helia                                       | Kelly Metzger | Kapu Hajni |
| Cloud Chaser                                | Brian Drummond | Harcsik Róbert |
| Silver Shill                                | Ian James Corlett | |
| Teddie Safari                               | Saffron Henderson (4. évad) Kazumi Evans (9. évad)                                                                             | Pupos Tímea (4. évad) |
| Stellar Eclipse                             | Sylvain LeVasseur Portelance                                                                                                   | |
| Amethyst Gleam                              | Ashleigh Ball | Oláh Orsolya |
| Match Game                                  | Michael Daingerfield | Joó Gábor |
| Cratus                                      | Michael Daingerfield | Harcsik Róbert |
| Claude                                      | Jay Brazeau | Kapácsy Miklós |
| Rare Find                                   | Jayson Thiessen | Jánosi Ferenc |
| Maretonia hercege                           | Vincent Tong | Németh Attila István |
| Double Diamond                              | Brian Drummond | Markovics Tamás |
| Party Favor                                 | Sam Vincent | Pálmai Szabolcs |
| Night Glider                                | Rebecca Shoichet | Mahó Andrea |
| Sugar Belle                                 | Rebecca Shoichet | Dögei Éva (5. évad) Vámos Mónika (7. évad) Gulás Fanni (8. évad) |
| Feather Bangs                               | Vincent Tong | Ungvári Gergely |
| Burlap                                      | Sam Vincent | Orosz Gergely |
| Egon                                        | Peter New | Pálfai Péter |
| Sunshower                                   | Cathy Weseluck | |
| Tiszta Ég (Clear Skies)                     | Tabitha St. Germain | |
| Derűs Ég (Open Skies)                       | Ashleigh Ball | Bor László |
| Bárányfelhő (Fluffy Clouds)                 | Trevor Devall | Vincze Attila |
| Trouble Shoes                               | Jim Miller | Szatmári Attila |
| Tree Hugger                                 | Nicole Oliver | Nádasi Veronika |
| Jeff Letrotski                              | Michael Dobson | Papucsek Vilmos |
| Moon Dancer                                 | Kazumi Evans | Nemes Takách Kata |
| Hooffield néni                              | Ellen Kennedy | Andai Kati |
| Big Daddy McColt                            | Peter Kelamis | Pálfai Péter (5. évad) Németh Gábor (7. évad) |
| Tender Taps                                 | Travis Turner | Pálmai Szabolcs |
| Mr. Stripes                                 | Alan Marriott | Maday Gábor |
| Plaid Stripes                               | Lili Beaudoin | Vámos Mónika |
| Saffron Masala                              | Diana Kaarina | Böhm Anita |
| Coriander Cumin                             | Lee Tockar | Albert Péter |
| Quibble Pants                               | Patton Oswalt | Czető Roland |
| Sky Stinger                                 | Emmett Hall | Czető Ádám |
| Vapor Trail                                 | Rhona Rees | Roatis Andrea |
| Angel Wings                                 | Alexis Heule | Hermann Lilla |
| Peach Fuzz                                  | Britt McKillip (7. évad) Andrea Libman (9. évad)                                                                               | Gulás Fanni (7. évad) |
| Spearhead                                   | Brian Drummond (5. évad) Jason Simpson (7. évad)                                                                               | Németh Attila István (5. évad) Ungvári Gergely (7. évad) |
| Dandy Grandeur                              | Mackenzie Gray | Ungvári Gergely |
| Hard Hat                                    | Mark Gibson | Élő Balázs |
| Wrangler                                    | Kazumi Evans | Gulás Fanni |
| Lily Lace                                   | Andrea Libman | Hermann Lilla |
| Starstreak                                  | Michael Antonakos | Baráth István |
| Inky Rose                                   | Caitriona Murphy | Simonyi Réka |
| Chipcutter                                  | Graham Verchere | Ács Balázs |
| Goldengrape                                 | Bill Mondy | Ács Balázs |
| Mr. Breezy                                  | Richard Ian Cox | Molnár Kristóf |
| Cattail                                     | Doron Bell | Maday Gábor |
| Cortland                                    | Jay Brazeau | Várday Zoltán |
| Mrs. Trotsworth                             | Janyse Jaud | Várkonyi Andrea |
| Rolling Thunder                             | Rhona Rees | Baráth István |
| Short Fuse                                  | Andrew McNee | Penke Bence |
| Autumn Blaze                                | Rachel Bloom | Nádasi Veronika |
| Rain Shine                                  | Nicole Bouma | Sipos Eszter Anna |
| Blueblood herceg                            | Vincent Tong | Molnár Áron |
| Rutherford herceg                           | Garry Chalk | Élő Balázs (5. és 7. évad) Varga Rókus (8. évad) |
| Thunderhooves főnök                         | Scott McNeil | Melis Gábor |
| Little Strongheart                          | Erin Mathews | |
| Vas Villi (Iron Will)                       | Trevor Devall | Németh Gábor (2. évad) Maday Gábor (7. évad) Varga Rókus (8. évad) |
| Steven Magnet                               | Lee Tockar | Kapácsy Miklós (1. évad) Harcsik Róbert (5. évad) |
| Cranky Tökfej Csacsi (Cranky Doodle Donkey) | Richard Newman | Tarján Péter (2. évad) Gubányi György István (5. évad) Vincze Attila (6. évad) Bácskai János (8. évad) |
| Matilda                                     | Brenda Crichlow | Várkonyi Andrea (2. évad) |
| Cletus, az öszvér                           | James Wootton | Kapácsy Miklós (1. évad) Katona Zoltán (2. évad) |
| Seaspray generális                          | Christopher Gaze | Maday Gábor |
| Razer, a nagy piros sárkány                 | Blu Mankuma | Vass Gábor |
| Gostir, a nagy zöld sárkány                 | | Melis Gábor |
| Torch, a sárkány fejedelem                  | Matt Cowlrick | Bolla Róbert |
| Ember hercegnő                              | Ali Milner | Dohy Erika |
| Garble                                      | Vincent Tong | Magyar Bálint (2. évad) Gubányi György István (6. évad) Németh Gábor (7. évad) |
| Fume                                        | Matt Hill | Barabás Kiss Zoltán |
| Clump                                       | Richard Ian Cox | Tokaji Csaba |
| Barry                                       | Matt Cowlrick | Vincze Attila |
| Billy                                       | Nicole Oliver | |
| Sludge                                      | Dave Pettitt | Bácskai János |
| Gilda                                       | Marÿke Hendrikse | Köves Dóra (1. évad) Dohy Erika (5. évad) |
| Gabby                                       | Erin Mathews | Koncz-Kiss Anikó |
| Gustave le Grand                            | Mark Oliver | Kapácsy Miklós |
| Mulia Mild                                  | Jan Rabson | Szórádi Erika |
| Fánkos Joe                                  | Vincent Tong | Tokaji Csaba |
| Tengeri Szellő (Seabreeze)                  | Brian Drummond | Pupos Tímea |

## Magyar változat
A szinkront a Minimax megbízásából a BTI Stúdió (1-2. évad), illetve a Subway Stúdió (3. évadtól) készítette.
- Felolvasó: Németh Kriszta
- Főcímdal: Csuha Bori
- Énekhangok: Csuha Bori, Magyar Bálint, Nádasi Veronika, Nádorfi Krisztina, Sági Tímea, Seder Gábor, Szalay Csongor, Vágó Bernadett
- További magyar hangok: Boldog Gábor, Bor László, Csuha Lajos, Forgács Gábor, Harmath Imre, Háda János, Katona Zoltán, Németh Attila István, Orosz Gergely, Papucsek Vilmos, Vincze Attila

| - Magyar szöveg: Igarashiné Szabó Adrienn, Udvaros Melinda, Varga Mariann - Hangmérnök: Halas Péter, Szabó Miklós, Blénessy Márk - Vágó: Zöld Zsófia, Göblyös Attila - Rendezőasszisztens: Fülpesi Beáta, Zeffer Anita - Gyártásvezető: Bárány Judit, Sarodi Tamás - Szinkronrendező: Kozma Attila, Szalay Éva | - Magyar szöveg: Erős Ágnes, Haramia Judit, Illéssy Dorottya, Markwarth Zsófia, Nagy Orsolya, Udvaros Melinda - Hangmérnök: Gajda Mátyás, Johannisz Vilmos - Gyártásvezető: Farsang Csilla, Terbócs Nóra - Szinkronrendező: Kozma Attila, Szalay Éva - Produkciós vezető: Kicska László |

### 1. évad 3. rész – A jegymester (Demo dub of The Ticket Master)[2][3]
- Györfi Anna – Twilight Sparkle
- Kovács Patrícia – Rainbow Dash
- Lamboni Anna – Applejack
- Laudon Andrea – Pinkie Pie
- Csifó Dorina – Fluttershy
- Vadász Bea – Rarity
- Ducsai Ábel – Spike
- Jakab Csaba – Savoir Fare

## Epizódok
| Évad | Évad        | Epizódok    | Eredeti sugárzás     | Eredeti sugárzás   | Eredeti adó      | Magyar sugárzás    | Magyar sugárzás      | Magyar adó |
| Évad | Évad        | Epizódok    | Évadpremier          | Évadfinálé         | Eredeti adó      | Évadpremier        | Évadfinálé           | Magyar adó |
| ---- | ----------- | ----------- | -------------------- | ------------------ | ---------------- | ------------------ | -------------------- | ---------- |
|      | 1           | 26          | 2010. október 10.    | 2011. május 6.     | The Hub          | 2011. december 11. | 2012. szeptember 22. | Minimax    |
|      | 2           | 26          | 2011. szeptember 17. | 2012. április 21.  | The Hub          | 2012. október 28.  | 2013. január 5.      | Minimax    |
|      | 3           | 13          | 2012. november 10.   | 2013. február 16.  | The Hub          | 2013. december 5.  | 2013. december 8.    | Minimax    |
|      | 4           | 26          | 2013. november 23.   | 2014. május 10.    | Hub Network      | 2015. február 13.  | 2015. március 10.    | Minimax    |
|      | 5           | 26          | 2015. április 4.     | 2015. november 28. | Discovery Family | 2016. április 2.   | 2016. április 30.    | Minimax    |
|      | 6           | 26          | 2016. március 26.    | 2016. október 22.  | Discovery Family | 2016. május 29.    | 2017. január 18.     | Minimax    |
|      | 7           | 26          | 2017. április 15.    | 2017. október 28.  | Discovery Family | 2017. október 14.  | 2017. december 30.   | Minimax    |
|      | Film        | Film        | 2017. október 6.     | 2017. október 6.   | Discovery Family | 2017. október 12.  | 2017. október 12.    | Minimax    |
|      | 8           | 26          | 2018. március 24.    | 2018. október 13.  | Discovery Family | 2019. október 28.  | 2019. november 7.    | Minimax    |
|      | Különkiadás | Különkiadás | 2018. október 27.    | 2018. október 27.  | Discovery Family | 2019. december 24. | 2019. december 24.   | Minimax    |
|      | 9           | 26          | 2019. április 6.     | 2019. október 12.  | Discovery Family | TBA                | TBA                  | Minimax    |
|      | Különkiadás | Különkiadás | 2019. június 29.     | 2019. június 29.   | Discovery Family | 2020. január 4.    | 2020. január 4.      | Minimax    |